# Philippe Nourry
Pour les articles homonymes, voir Nourry.
Philippe Pierre Nourry, né le 4 novembre 1930 à Paris 17e, est un journaliste et écrivain français, grand reporter au Figaro et au Point, critique littéraire et auteur de plusieurs ouvrages consacrés à l'Espagne.

## Biographie
Cette section ne s'appuie pas, ou pas assez, sur des sources secondaires ou tertiaires indépendantes du sujet. Le texte peut contenir des analyses inexactes ou inédites de sources primaires.
Pour l'améliorer, ajoutez-en, ou placez des modèles {{Source secondaire souhaitée}} ou {{Source secondaire nécessaire}} sur les passages mal sourcés. (septembre 2024)
Son père Henri Nourry, avoué puis avocat, est par ailleurs un artiste-peintre reconnu. Sa mère, Simone A.M. Pitois, s’est illustrée dans la Résistance : médaillée de la France Libre, elle fut ambulancière en Indochine. Après une première union en 1963 avec Caroline Corre, Philippe Nourry est marié depuis 1978 avec Florence Lecoeur. Leur fils Romain est né la même année. 
Après un diplôme d’études supérieures de droit, séduit par le journalisme il fait ses premières armes en 1958 au Figaro, où il restera vingt-deux ans. Il y  accompagne d'emblée la décolonisation des pays africains puis les dernières heures de l’Algérie française. 
Grand-reporter depuis 1962, il occupe de 1965 à 1968, à Rio de Janeiro, le poste d’envoyé spécial permanent du Figaro en Amérique latine, couvrant les nombreux événements de cette période : en Argentine, au Chili, à Cuba et en Bolivie lors de l'aventure de Che Guevara en Bolivie et du  procès de Régis Debray. En Amazonie aussi, où  le sort des Indiens du Brésil a retenu l'attention du monde. Rentré à Paris après les Jeux olympiques de Mexico et les troubles qui les ont endeuillés, il alterne, de 1969 à 1974, des retours fréquents en Amérique latine — au Chili notamment, avant et après le coup d’état militaire de 1973 — avec des reportages divers à l’étranger, mais plus fréquents en Espagne et en Italie, ainsi que de grandes enquêtes, en particulier sur l’enseignement secondaire et universitaire après les bouleversements de Mai 68.
Lauréat du prix Albert-Londres en 1970, Philippe Nourry entreprend également plusieurs reportages pour la télévision en Espagne, au Portugal, en Tunisie ainsi qu’un long métrage, L’explosion brésilienne. Promu Grand Chroniqueur en 1978, après une parenthèse de trois ans à la tête du Service des Spectacles du Figaro, il associe à des activités diverses de critique et d’éditorialiste de nouveaux reportages. À Rome, en 1978 pour la mort du pape  Paul VI, en Pologne et au Mexique sur les pas de Jean-Paul II, au Caire avec Hosni Moubarak ou à Jérusalem avec Ariel Sharon dans le cadre d’une grande enquête sur les Palestiniens. 
La publication en 1975 de son ouvrage sur les causes de la guerre civile espagnole à travers la biographie du général Franco a resserré aussi ses liens avec l’Espagne, un pays qu’il connaît et qu'il aime depuis sa jeunesse et dont il peut accompagner désormais la stimulante transition démocratique. L’aboutissement en sera un second ouvrage biographique, Juan Carlos, un roi pour les républicains (1986). 
L'année précédente, Philippe Nourry a quitté Le Figaro pour le magazine Le Point où il poursuit des activités culturelles et de grand-reportage non seulement en Espagne, en Amérique latine et en Italie, mais aussi en Pologne et en Allemagne pour la chute du mur de Berlin et dresser le portait d’Helmut Kohl, (Homme de l'année 1990). Pigiste régulier du Point à partir de 1991, Philippe Nourry continue de collaborer au service Monde pour de nouveaux dossiers — Espagne de 1992, Brésil, Portugal, Mexique, Russie — et au service Culture comme critique littéraire, s’attachant en particulier à faire connaître les écrivains espagnols, portugais et latino-américains. Il publie également une chronique mensuelle de voyage qui  l’entraîne aux quatre coins du monde.  
Sa collaboration au journal Le Point s’achevant en 2005, il transporte sa bibliothèque hispanique dans les pages littéraires de Valeurs actuelles et y poursuit son travail de critique jusqu’en 2015. Entre-temps, Philippe Nourry publie deux autres livres consacrés à l’Espagne, Le roman de Madrid (2009) et Histoire de l’Espagne des origines à nos jours (2013), préfacé par l’historien Joseph Perez et appelé à plusieurs rééditions depuis lors. En 2010, il a reçu pour l’ensemble de son œuvre le  Prix de la Fondation Diario Madrid, qui compte parmi ses lauréats des journalistes et des écrivains comme Mario Vargas Llosa ou Javier Marias. 
Philippe Nourry est également Commandeur de l’Ordre du Mérite Civil espagnol et Commandeur de l’Ordre d’Isabelle la Catholique.

## Œuvres
- Franco, la conquête du pouvoir (1892-1937), Denoël 1975, 560 p.
- Francisco Franco, la conquista del poder, Jucar, Madrid, 1976.
- Préface à Espagne 1931-1945, de Ramón Serrano Súñer, La Table ronde, 1984, 260 p.

- Juan Carlos, un roi pour les républicains, Centurion, 1986 430 p.
- Juan Carlos, un rey para los republicanos, Planeta, Barcelone, 1986, 463 p.
- Le Roman de Madrid, Rocher, 2008, 342 p.
- La Novela de Madrid, Planeta, Barcelone, 2009.
- Juan Carlos, nouvelle édition augmentée, Tallandier, 2011, 486 p.
- Histoire de l’Espagne, des origines à nos jours, Tallandier 2013, 800 p. et coll. « Texto », 2016 et 2019, 955 p.

### Ouvrages collectifs
- La plus profondes Espagne (Naissance d'une vocation hispanique), Tambourinaire, 1958,  192 p.
- L’Espagne, le Portugal, Collection Beautés du monde, Larousse, 1979.
- Le Mexique, le Brésil, l’Argentine, Beautés du monde, Larousse, 1978 à 1980.
- La Savoie, Larousse.

## Distinctions et prix
- Prix Albert-Londres, 1970
- Prix Diario Madrid 2010
- Commandeur de l’Ordre d’Isabelle la Catholique 2015.